# كارثاغو (بلدة)
كارثاغو بلدة سودانية تقع في ولاية البحر الأحمر في شمال شرق السودان.

## مواصلات
يخدم مواصلات البلدة مطار كارثاغو.